# پایگاه هوایی راین
پایگاه هوایی راین (به انگلیسی: Rheine Air Base) (به زبان بومی: Heeresflugplatz Rheine-Bentlage) یک فرودگاه نظامی با کد یاتا ZPQ است که یک باند فرود آسفالت دارد و طول باند آن ۵۱۰ متر است. این فرودگاه در فاصلهٔ دو کیلومتری شمال غربی شهر راین کشور آلمان قرار دارد و در ارتفاع ۳۹ متری از سطح دریا واقع شده‌است.